# イギリスの首相
グレートブリテン及び北アイルランド連合王国首相（グレートブリテンおよびきたアイルランドれんごうおうこくしゅしょう、英: Prime Minister of the United Kingdom of Great Britain and Northern Ireland）は、イギリス政府の長。閣議（内閣の会議）の議長を務め、イギリスにおける実質的な行政権を掌握している。

## 首相の誕生

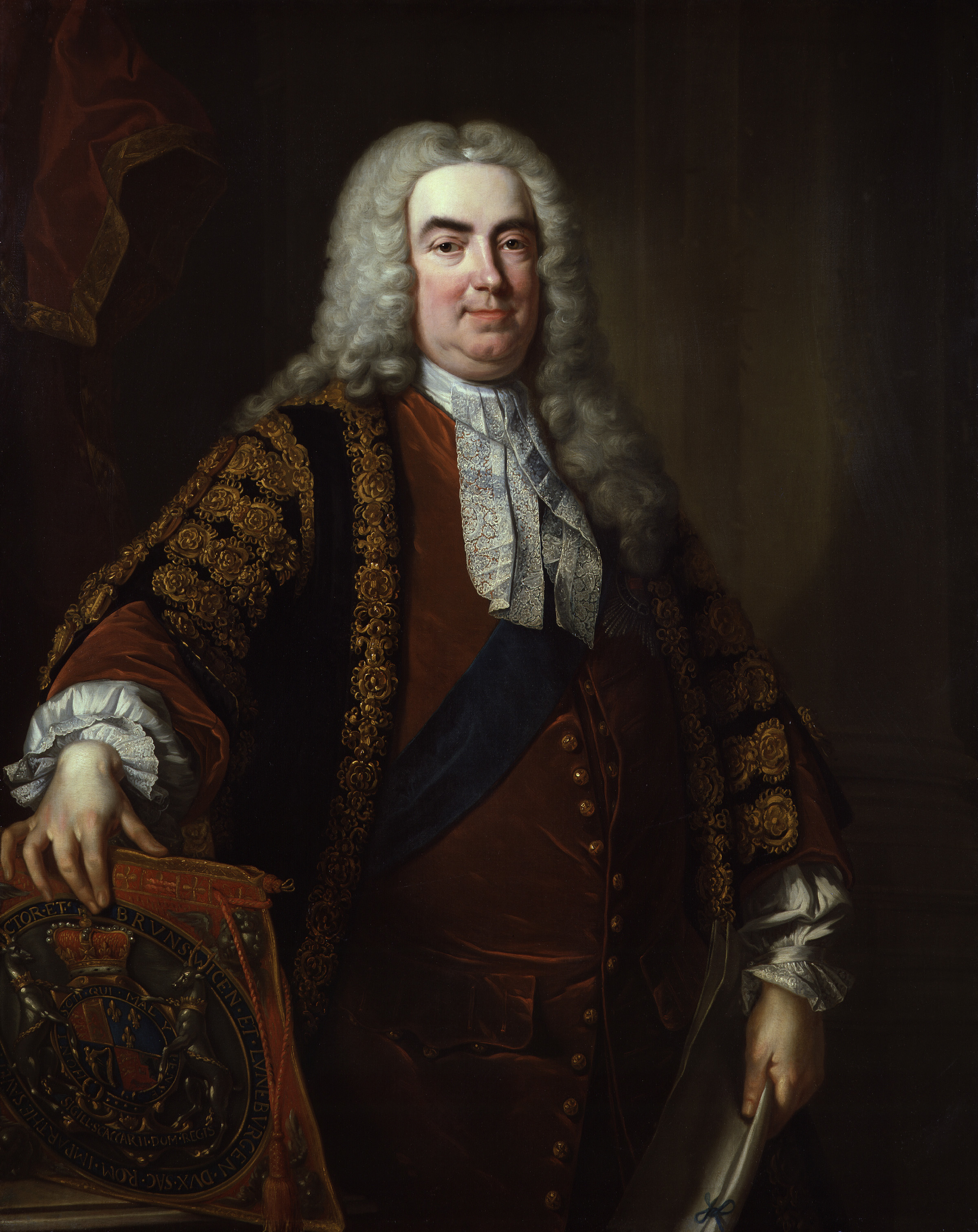
イギリスの初代首相とされ、最も在任期間が長いロバート・ウォルポール（在任期間：1721年 - 1742年）

イギリスにおいて「首相」（Prime Minister）という地位は、原理原則があって設立されたわけではなく、事実上の制度として形成され、20世紀になって制定法によって承認された官職であるため、その起源には不明確な点が多々存在する。
一般にイギリスにおける最初の首相と考えられているのは、ハノーヴァー朝初期の1721年から1742年にかけて第一大蔵卿（First Lord of the Treasury）を務めたロバート・ウォルポールである。当時ウォルポールは閣僚の中でも突出した存在になっており、国王（ジョージ1世とジョージ2世）が閣議を主宰しなくなっていたため、第一大蔵卿が閣議を主宰する慣例が彼の時代に確立したこと、また議会の支持を背景に政治を行う議院内閣制の基礎もこの政権下で築かれたと評価されているためである。事実、ウォルポールの退任は国王の信任を失ったためではなく、1741年イギリス総選挙で僅差の多数派しか得られず、その後招集された議会で採決に敗れたためだった。当時よりウォルポールは俗称で「首相」（Prime Minister）と呼ばれたが、これは法的根拠なく他の閣僚を支配していることを批判する呼称であったのでウォルポール自身はそう呼ばれるのを嫌ったという。
ウォルポール退任後も第一大蔵卿の職位に就いた者が閣議を主宰することが多かったのでその者を指して「首相」と呼んだが、閣議主催者ではない場合には第一大蔵卿であっても「首相」とは呼ばれない。例えば1766年から1768年にかけて首相になったと考えられている初代チャタム伯爵ウィリアム・ピット（大ピット）は王璽尚書として内閣を率いている。この時第一大蔵卿だったのは第3代グラフトン公爵オーガスタス・フィッツロイだが、組閣の大命を受けたのは大ピットであり、閣議を主宰したのも大ピットなのでこの内閣の首相は大ピットとされている。
大ピットの息子ウィリアム・ピット（小ピット）が1783年に第一大蔵卿になった時には「首相」という言葉は閣僚の中の「同輩中の首席（Primus inter pares）」を指す言葉として定着していたといわれる。1803年の議会議事録（ハンザード）は冒頭の閣僚名簿で小ピットの後任ヘンリー・アディントン（後の初代シドマス子爵）について第一大蔵卿兼大蔵大臣と記載しているが、その後ろに括弧付きで「Prime Minister」と書いている。
第3代ソールズベリー侯爵ロバート・ガスコイン＝セシルの3度の内閣においては第一大蔵卿の地位はそれぞれ初代イデスリー伯爵スタッフォード・ノースコート、ウィリアム・ヘンリー・スミス、アーサー・バルフォアが就いた。この例外的処置の影響で1905年には宮中序列に第一大蔵卿と別に首相の席次が設定された。この時に首相の地位が王室から公的に認められたことになる。とはいえ首相と第一大蔵卿が分離したのは第3次ソールズベリー侯爵内閣を最後に2016年現在まで無い。
首相が法律で定められたのは1937年のことで、この年までは「首相」という語は大臣法に無かった。ただし、外交文書ではこれよりも前に首相の語が使われている。また1968年11月1日の行政改革で、国家公務員（Her Majesty's Civil Service）の長として官僚達を指揮する国家公務員担当大臣（Minister for the Civil Service）が設けられると、首相がこれをも兼務する事となった。
現在のイギリス首相の正式な肩書きはグレートブリテン及び北アイルランド連合王国首相 兼 第一大蔵卿 兼 国家公務員担当大臣（グレートブリテンおよびきたアイルランドれんごうおうこくしゅしょう けん だいいちおおくらきょう けん こっかこうむいんたんとうだいじん、Prime Minister, First Lord of the Treasury and Minister for the Civil Service of the United Kingdom of Great Britain and Northern Ireland）である。なお、第二大蔵卿は財務大臣である。これを補佐する財務省首席政務官は閣議に参加する。この職掌は予算折衝で各省の主張と国策との総合的な調整を担っている。税制改正は財務大臣の専権事項であり、各省に相談すらすることはない。

## 選出
政党政治が発展した現在では慣習法（憲法的習律）により、イギリスの議会庶民院（下院）議員（Member of Parliament, MP）の中から、総選挙で庶民院の過半数の議席を獲得した政党の党首が任命されている。庶民院議員に限定されるという慣例は20世紀に成立したものであり、18世紀には圧倒的に上院の貴族院議員の方が多く、19世紀に至っても貴族院議員が首相である時期は50年を超える。最後の貴族院議員の首相は1902年まで首相を務めた第3代ソールズベリー侯爵ロバート・ガスコイン＝セシル（保守党政権）である。しかし20世紀半ばに入っても首相が庶民院議員に限定されるとの慣習が女王を拘束できているかどうかは怪しい。1963年には第14代ヒューム伯爵アレグザンダー・ダグラス＝ヒュームに組閣の大命があったからである。このときはヒューム伯自身が爵位を返上して庶民院議員補欠選挙に出馬して庶民院議員に就任する事で対応している。
任命者は国王(女王)である。現在は、チャールズ3世（在位：2022年9月8日 - ）。首相の任命は国王大権事項であり、最も重大な大権の一つといえる。日本の首相は国会（下院：衆議院および上院：参議院）の指名（内閣総理大臣指名選挙）に基づき天皇が任命するが、イギリスでは議会による首相指名の手続きのないままに国王が議会の状況から判断して任命する。
これは国王が専制的に首相任命を行う危険をはらんでいる。とりわけどの党も過半数を獲得できなかった時と首相が死亡・退任したが、政権与党内に衆目の一致する後継者がいない時にその危険が生じる。事実、女王エリザベス2世在位時代（在位：1952年2月6日 - 2022年9月8日）に入ってからも何度か女王個人の裁量権が発揮されたケースが起きている。歴代イギリス国王は遡れば遡るほど王意を政治に実現させることにこだわり、重臣をどのポストに就けるかに大きな影響力をもった。特にハノーヴァー朝前期の国王3人（ジョージ1世からジョージ3世）はそうだった。
単純小選挙区制が採用されているイギリスでは通常、二大政党のいずれか一方が単独で過半数の議席を獲得するが、稀にどの政党も単独過半数の議席を獲得できない「ハング・パーラメント」と呼ばれる状態になることがあり、こうした場合には二大政党のいずれかが少数政党と連立政権を組むか、もしくは少数与党政権となる。また、ハング・パーラメントとは異なるものの、世界恐慌時や戦時体制下などにおいては挙国一致内閣が組まれた例がある。
第二次世界大戦後のイギリスでは、1974年2月と2010年の総選挙においてハング・パーラメントが発生している。1974年2月の際は労働党の少数与党政権（第3次ウィルソン内閣）となって不安定な政権運営が続き、8ヶ月後の10月に再び解散・総選挙が行われた。2010年の際には、保守党と自由民主党による連立政権（第1次キャメロン内閣）が組まれた。

### 職務代行者
内閣において首相に万が一のことがあった際の正式な職務代行者というものは見当たらず、内閣執務提要にもルールは設けられていない。

## 首相及び内閣の権限
イギリスにおける行政の最高権は名目上、国王およびその諮問機関である枢密院が持っていることになっているが、「国王は君臨すれども統治せず」の原則により、国王の政治的権力は実際には行使されることが無い。形式上は現在もなお内閣よりも上位に位置する枢密院も、議会権力の強化とともに形骸化し、内閣が議会の信任によって成立し議会に対して責任を負う議院内閣制の仕組みが確立していった。
そのため現在では、イギリスの憲法を構成するとされているマグナ・カルタを始めとする成文法典および慣習法（不文憲法）に基づき、首相を中心とする内閣が行政の実権を握っている。首相は、閣僚の任免権・庶民院の解散権・宣戦布告などの国王大権の行使を、国王に代わって実質的に決定する。原則として国王大権は首相の助言なくして行使できない。議会における国王演説も、内閣があらかじめ用意した原稿をそのまま読み上げるだけである。
下院は内閣に対して不信任決議権を持つ。下院において不信任案が成立または信任案が不成立となった場合、あるいはそれに匹敵する重要法案の採決で政府が敗北した場合には、憲法習律上内閣は総辞職するか庶民院の解散総選挙を国王に助言しなければならない。英国首相は、内閣不信任が成立していなくとも君主への助言によって任意に庶民院を解散できる（1918年以降には首相は解散助言にあたって内閣に諮る必要もないとの憲法慣習ができた）。
2011年から2022年3月までは、2011年に可決された議会任期固定法により、女王の議会解散に関する大権が削除されたため、英国首相は任意に下院解散の助言を行うことができなくなっていた（5年の任期切れ前に下院解散ができるのは、下院が所属議員3分の2以上の賛成で解散を自主的に決議するか、内閣不信任案が決議された時に限られた）。2022年3月に議会解散・召集法が成立することで議会任期固定法は廃止され、解散に関わる国王大権は「議会任期固定法の制定がなかったように」復活し、議会解散に関係する手続きは従来通りとなっている。

## 首相官邸

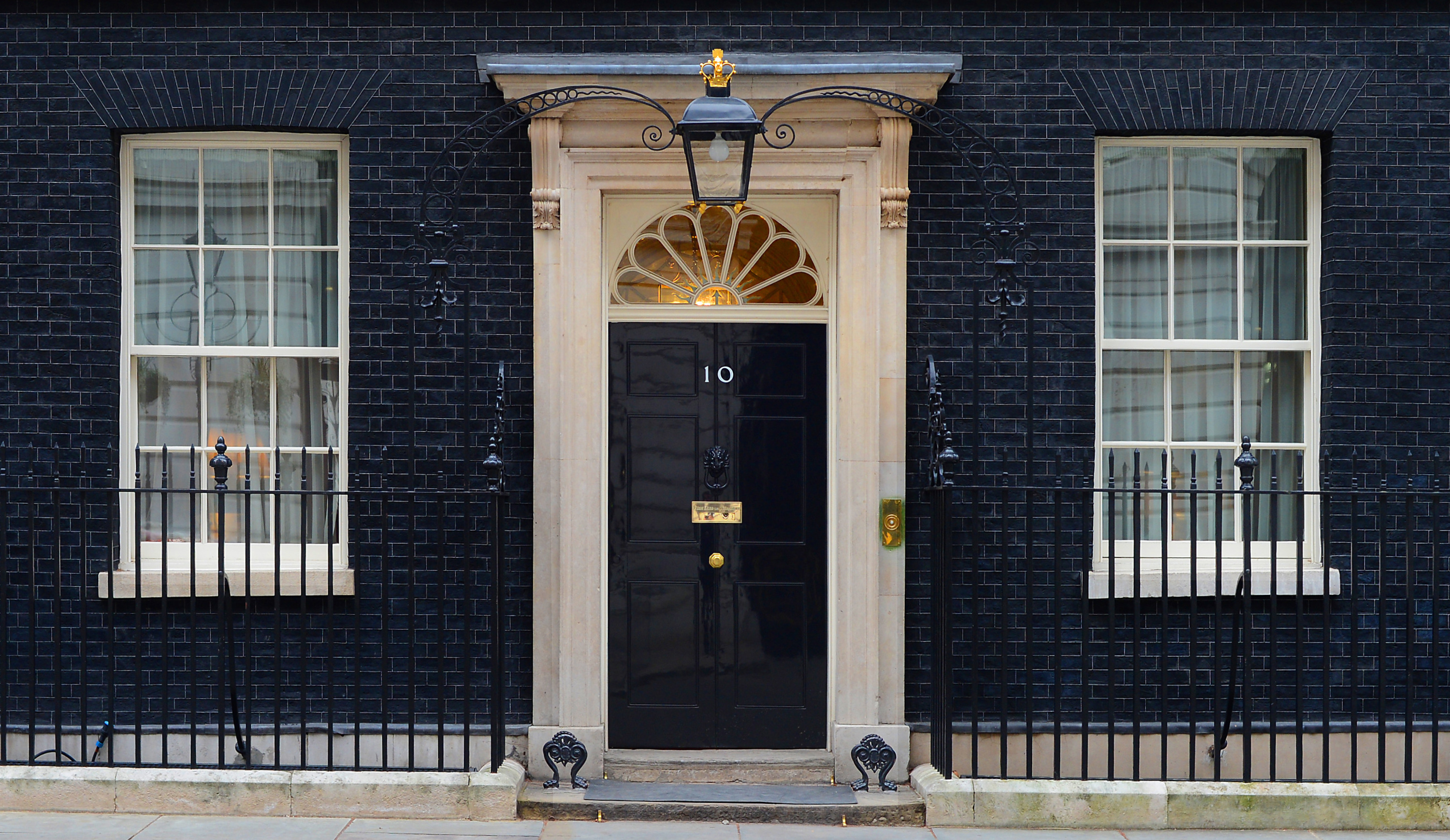
イギリスの首相官邸
「ダウニング街10番地」
（10 Downing Street）

### ダウニング街10番地
一般にイギリス首相官邸とされる「ダウニング街10番地」は、正式には「第一大蔵卿官邸」であるが、これもウォルポール以来の慣習である。

この建物はもともと国王ジョージ2世がウォルポール個人に下賜したものだったのが、ウォルポールはこれを公的な贈与として受け入れ、後任の第一大蔵卿に引き渡した。その結果第一大蔵卿官邸として使われることになったのである。

### チェッカーズ

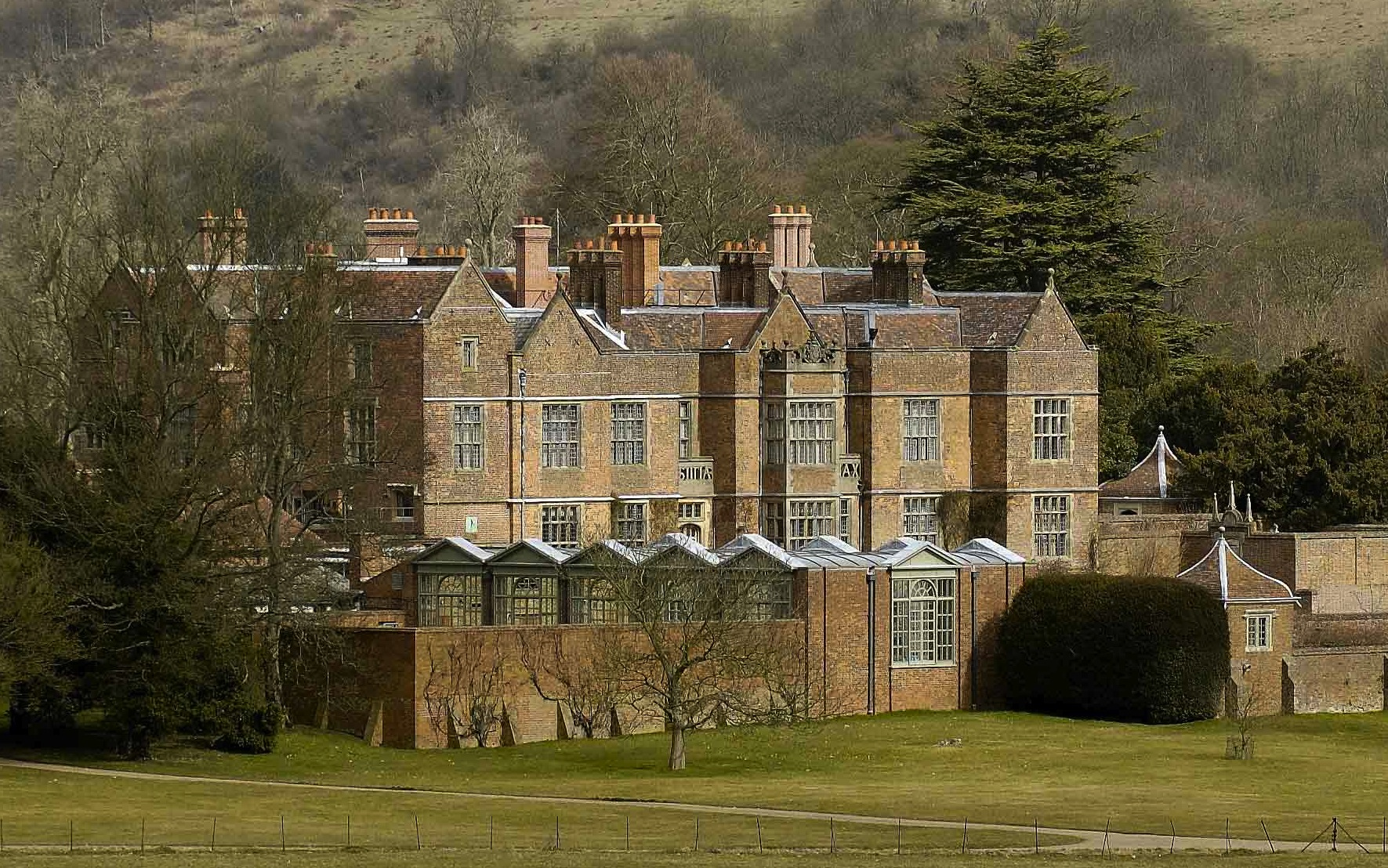
イギリス首相別邸
「チェッカーズ」（Chequers）

首相はダウニング街10番地以外にも、通称「チェッカーズ」（バッキンガムシャー・エルズボロ村所在）と呼ばれる別邸を与えられる。

1917年、当時このカントリーハウスを所有していた政治家サー・アーサー・リーが、「首相の別邸として使うこと」を条件に国に寄付した。リーが寄付した理由は、かつては邸宅持ちの貴族が首相を務めて社交・会談の場を確保していたが、これからの首相はそうもいくまいという事情による。第二次世界大戦中、ウィンストン・チャーチルは、ロンドン空襲を避けるためこの別邸でも会議を開いた。

## 歴代首相

### 存命中の歴代首相
2024年7月5日現在、（現職のキア・スターマーを除く）存命中のイギリス首相経験者は以下の8名である。

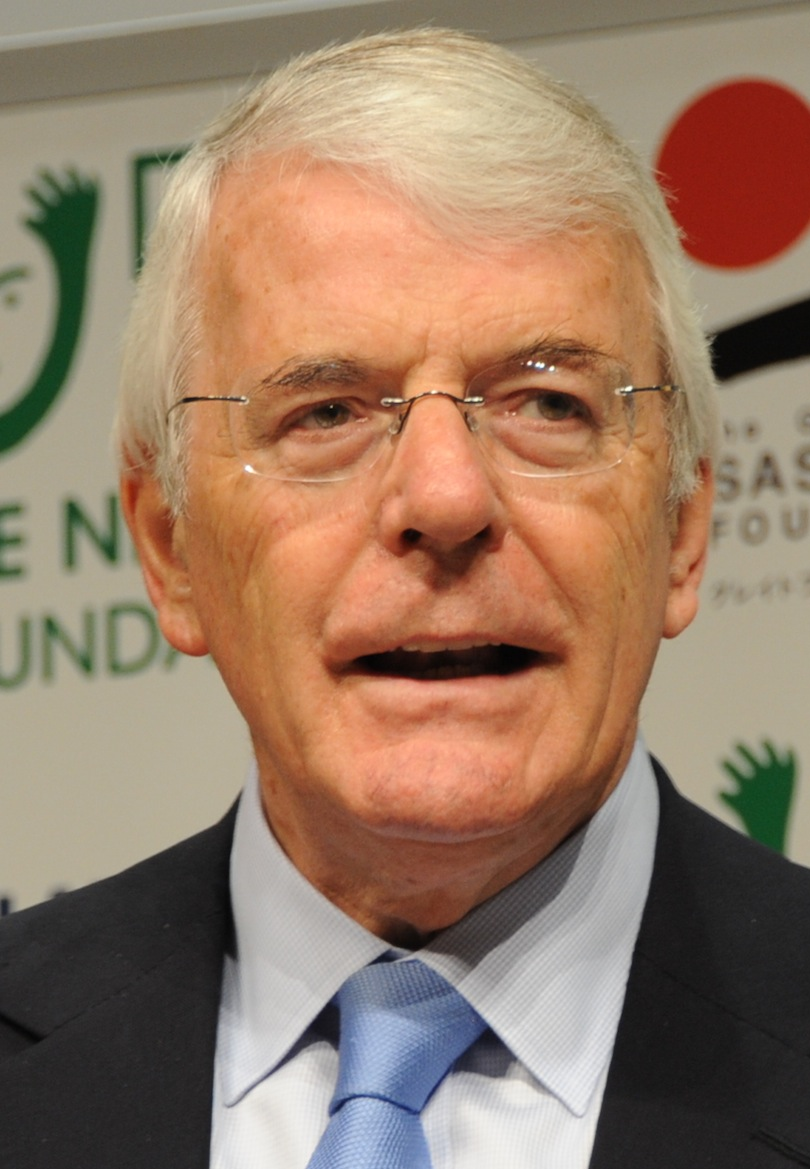
ジョン・メージャー （1990年 - 1997年）
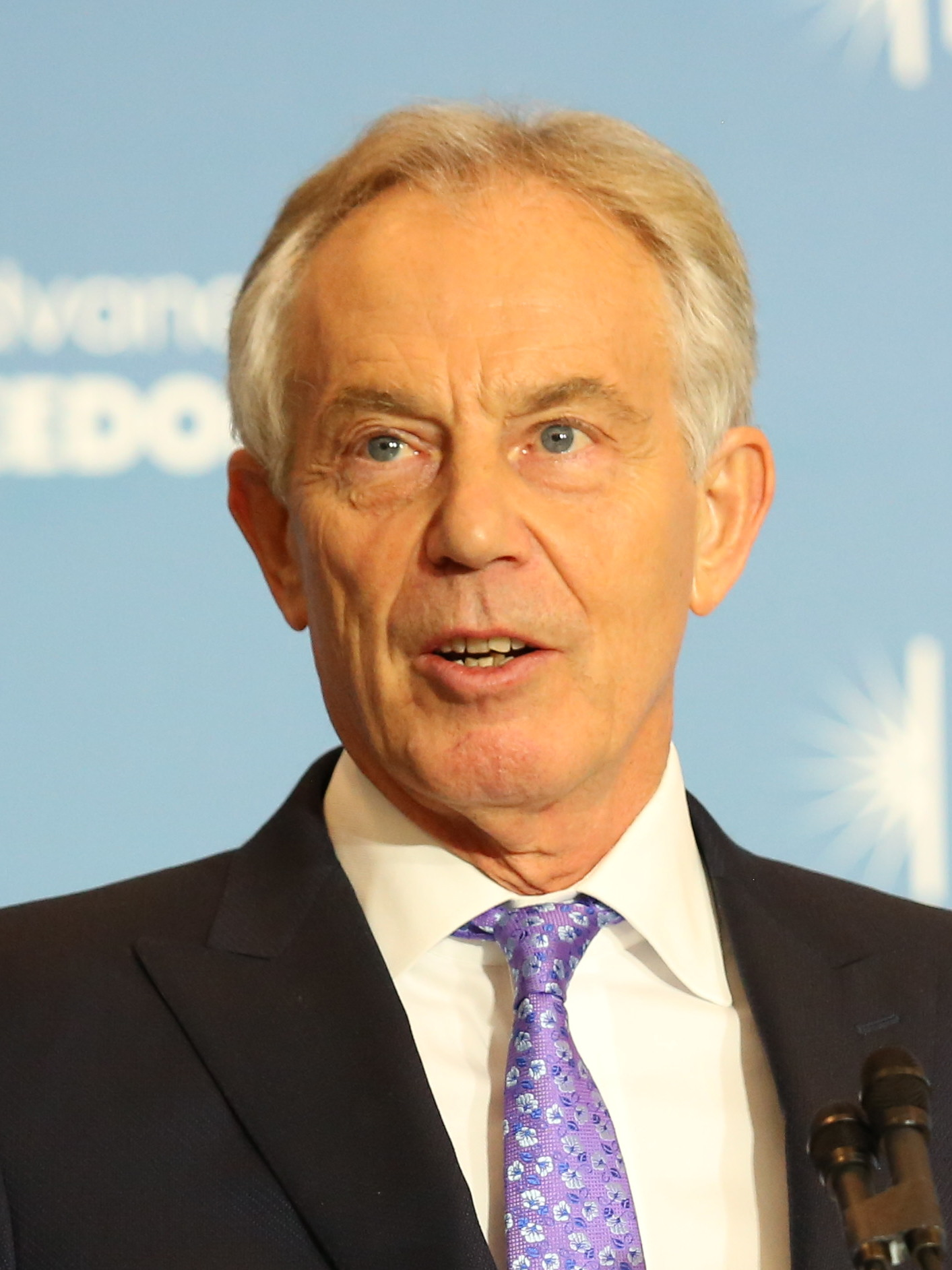
トニー・ブレア （1997年 - 2007年）
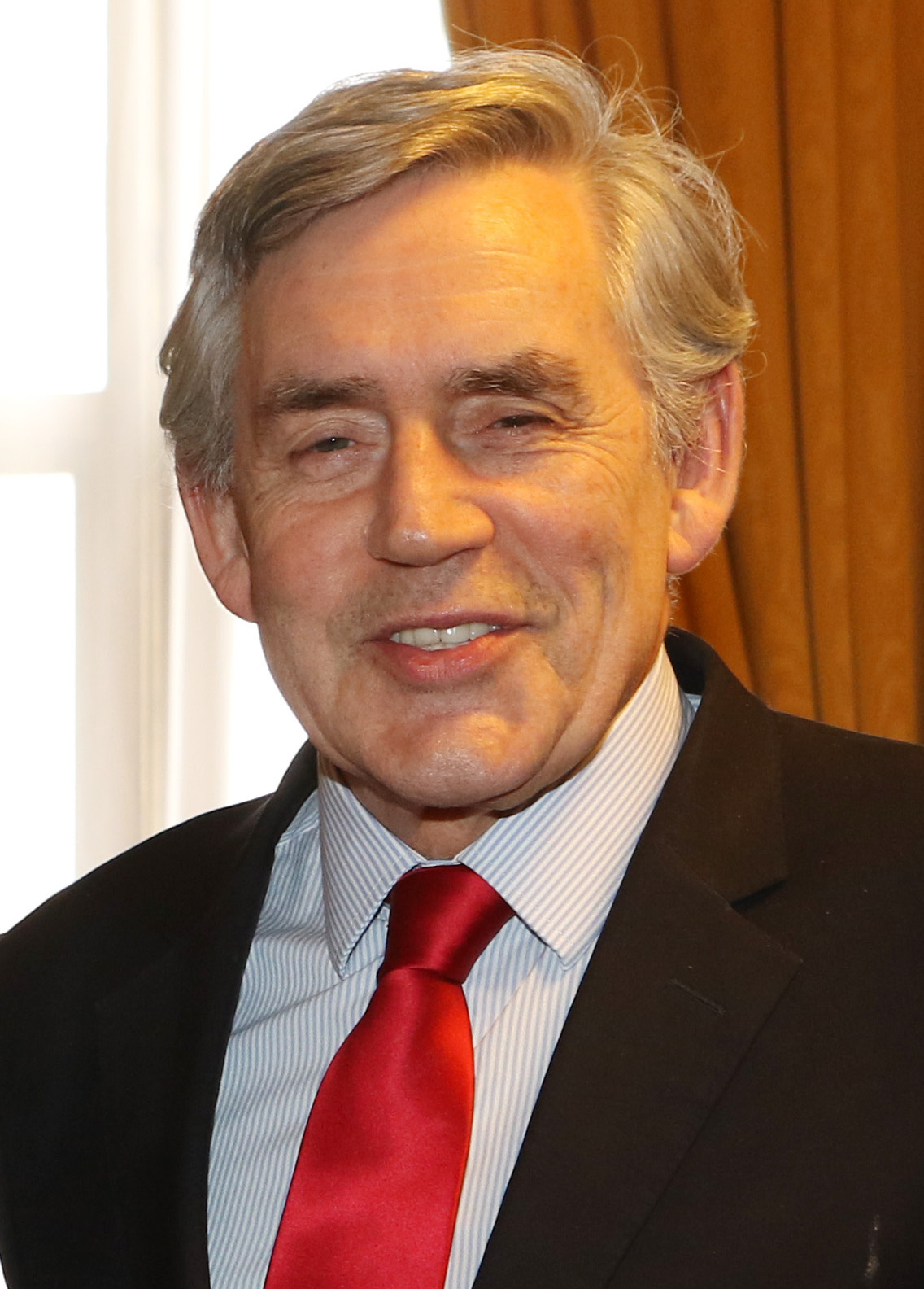
ゴードン・ブラウン （2007年 - 2010年）
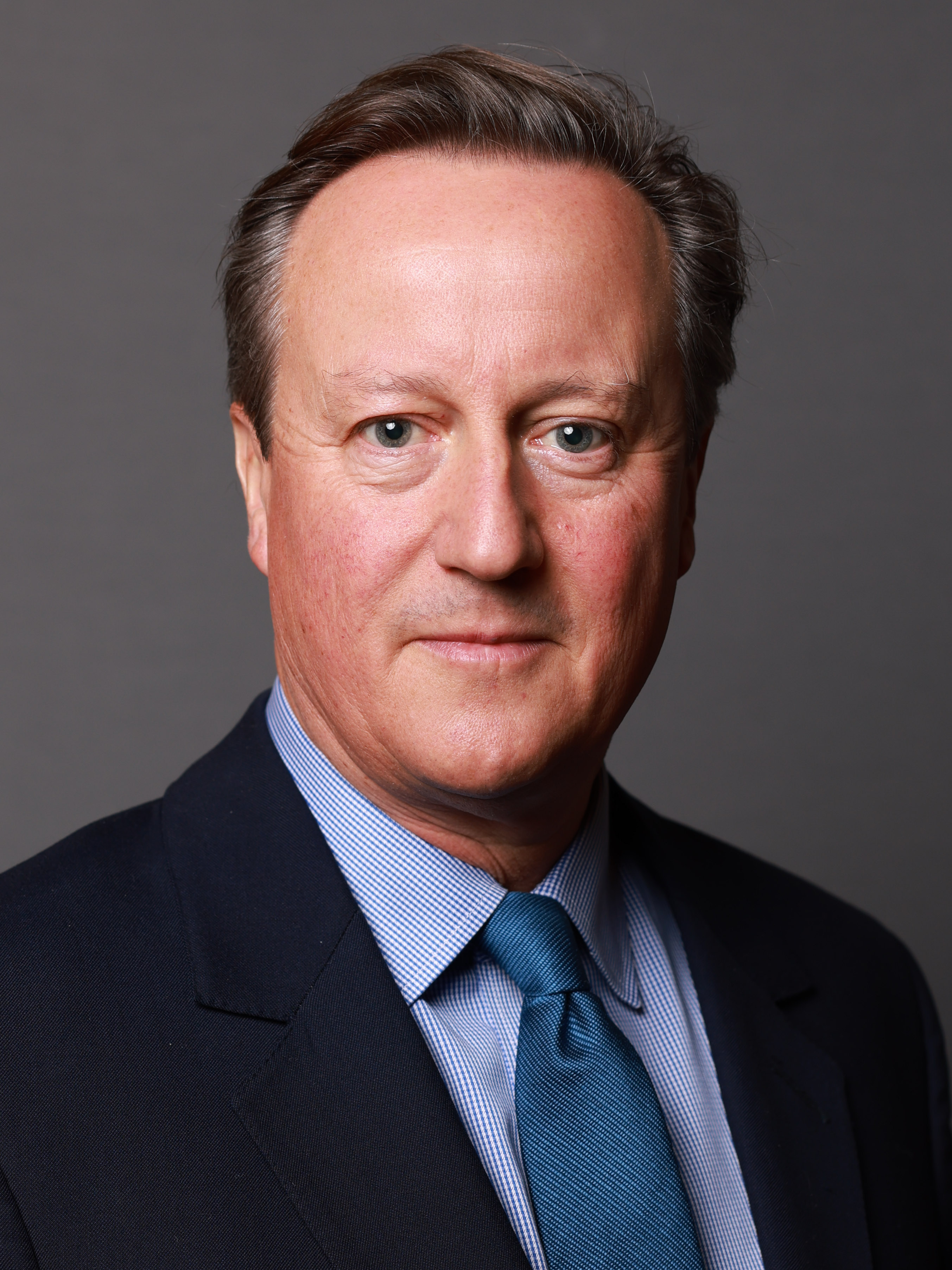
デーヴィッド・キャメロン （2010年 - 2016年）
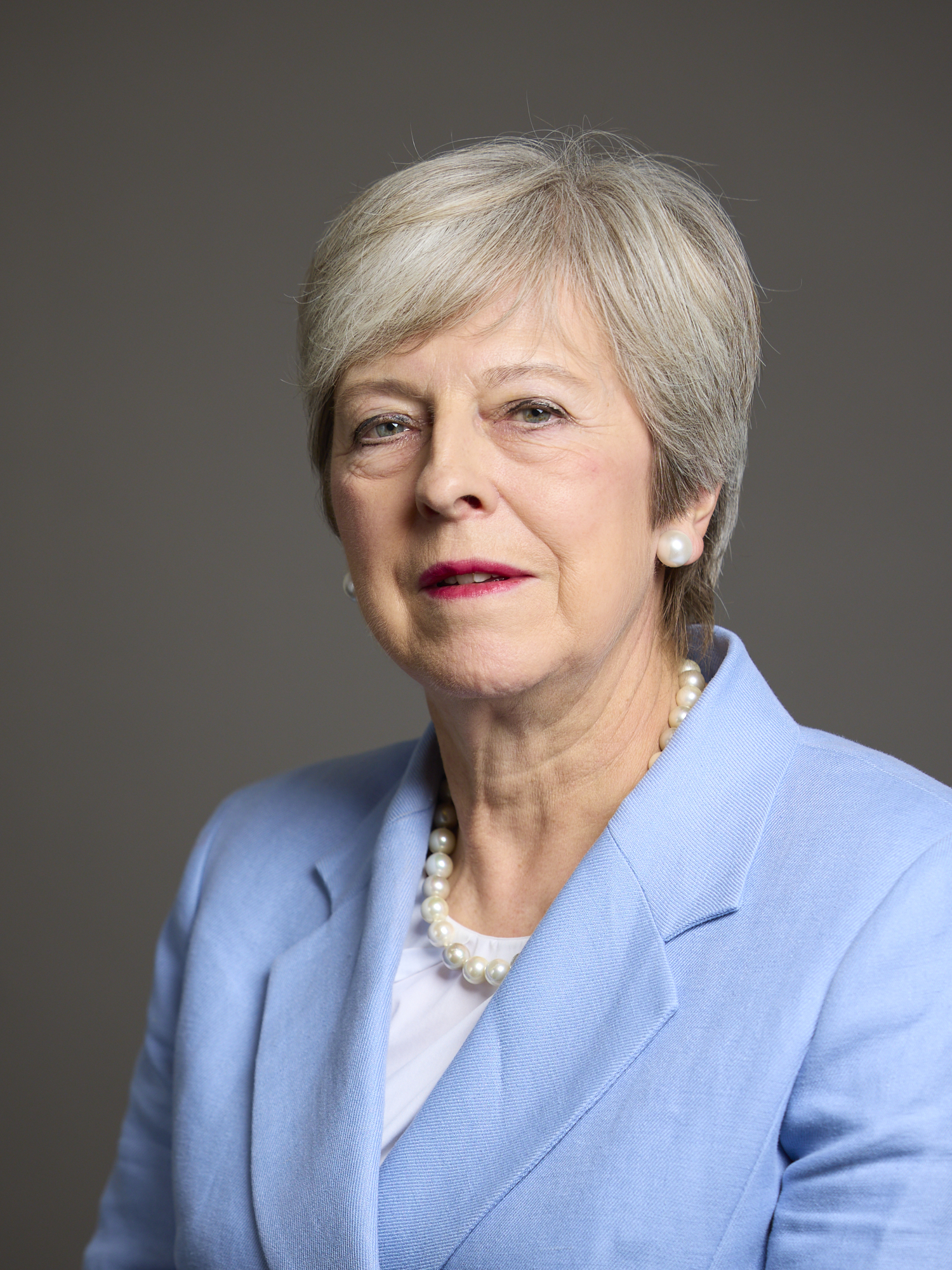
テリーザ・メイ （2016年 - 2019年）
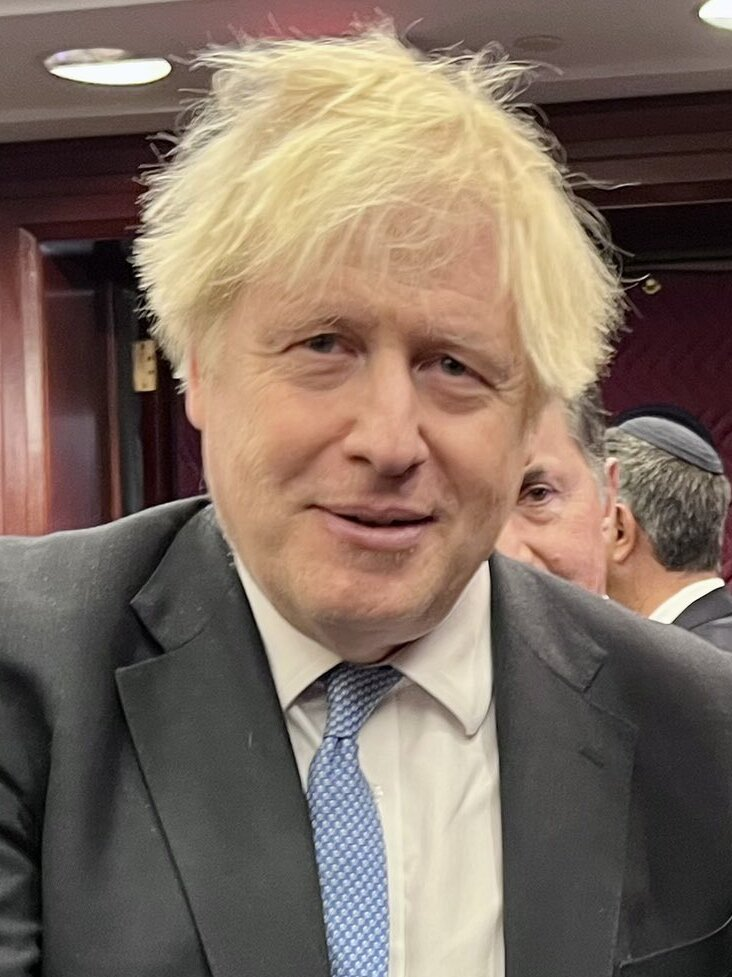
ボリス・ジョンソン （2019年 - 2022年）
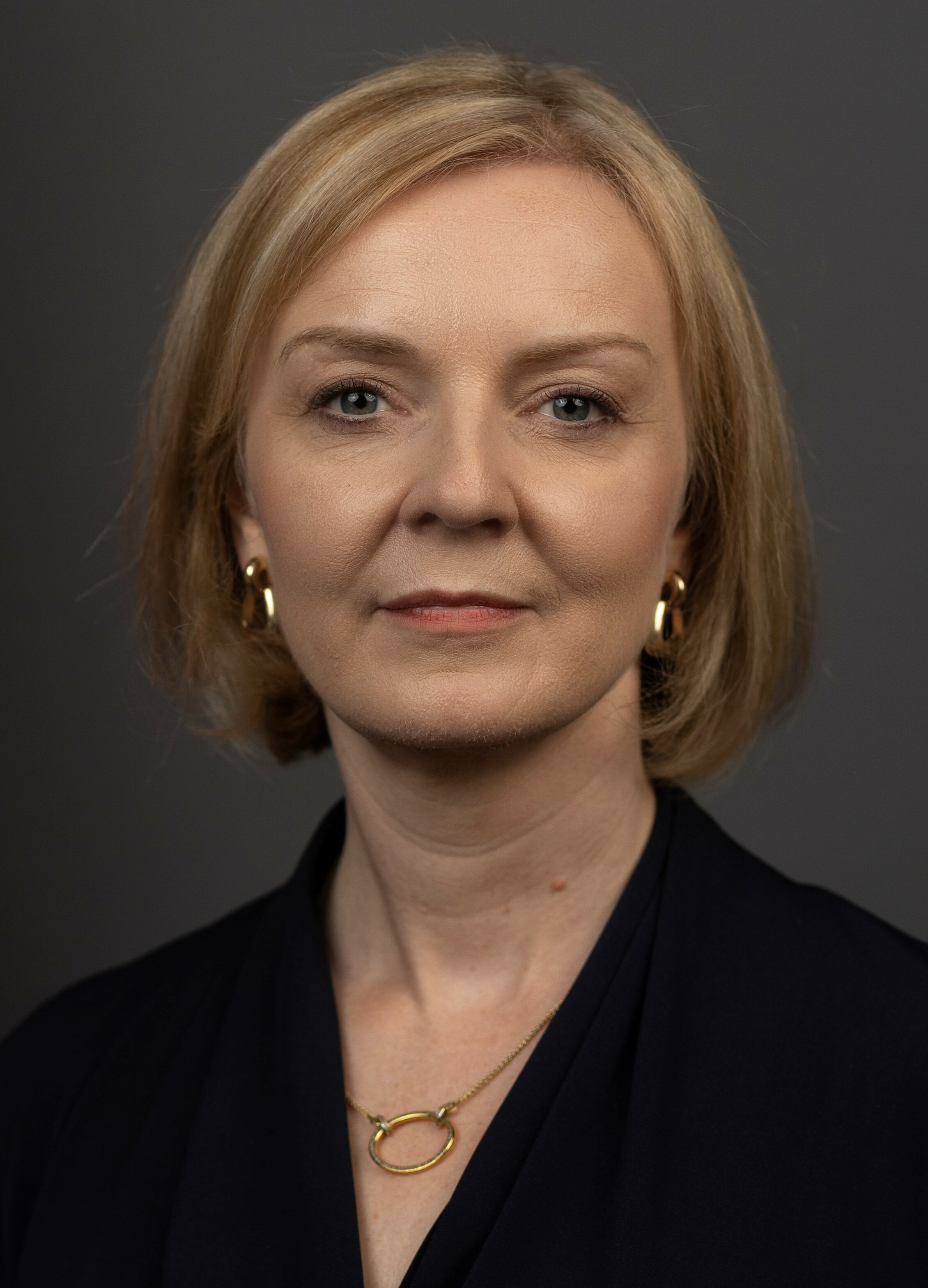
リズ・トラス （2022年）
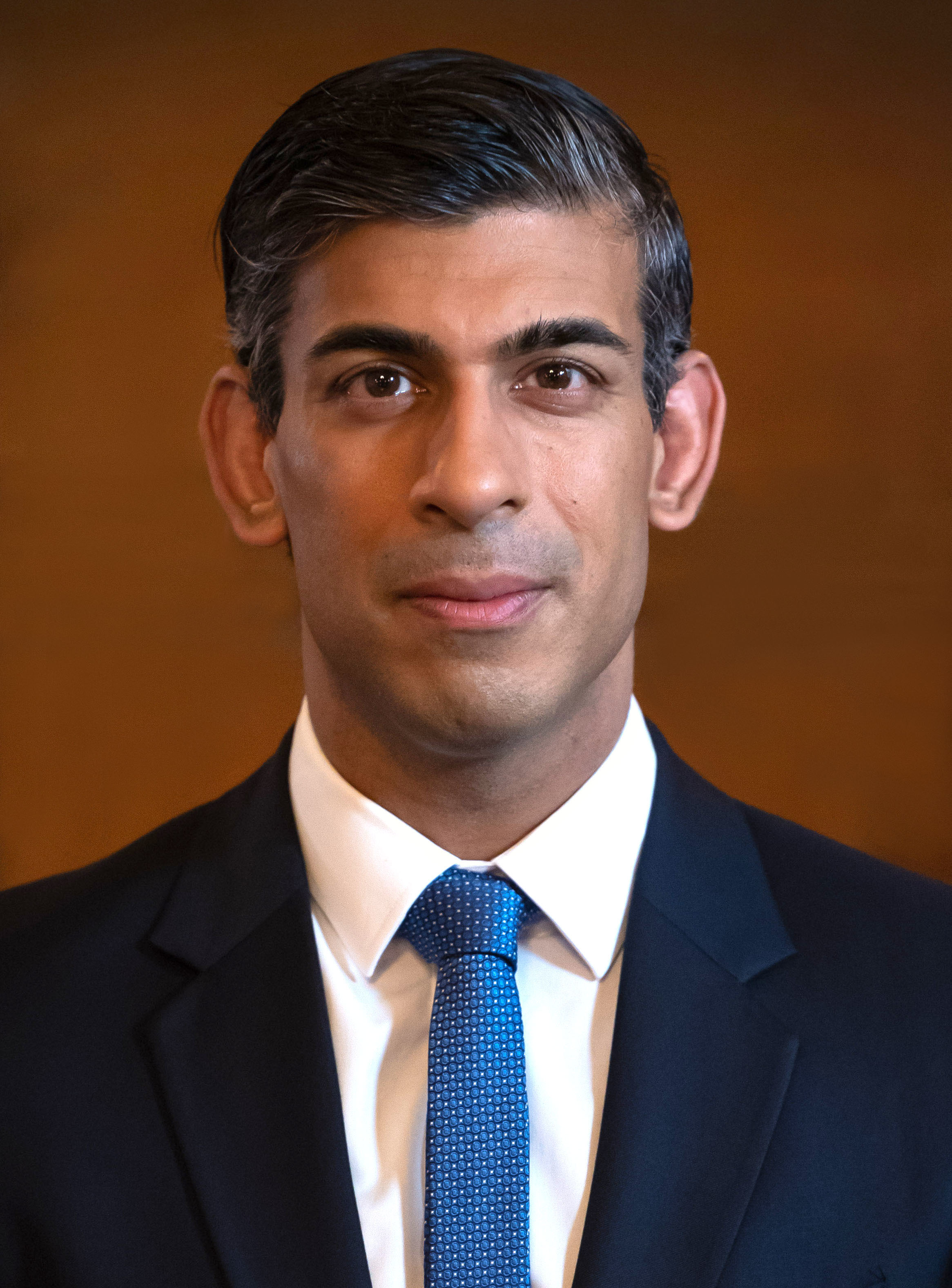
リシ・スナク （2022年 - 2024年）

## イギリスの首相に関する各種記録

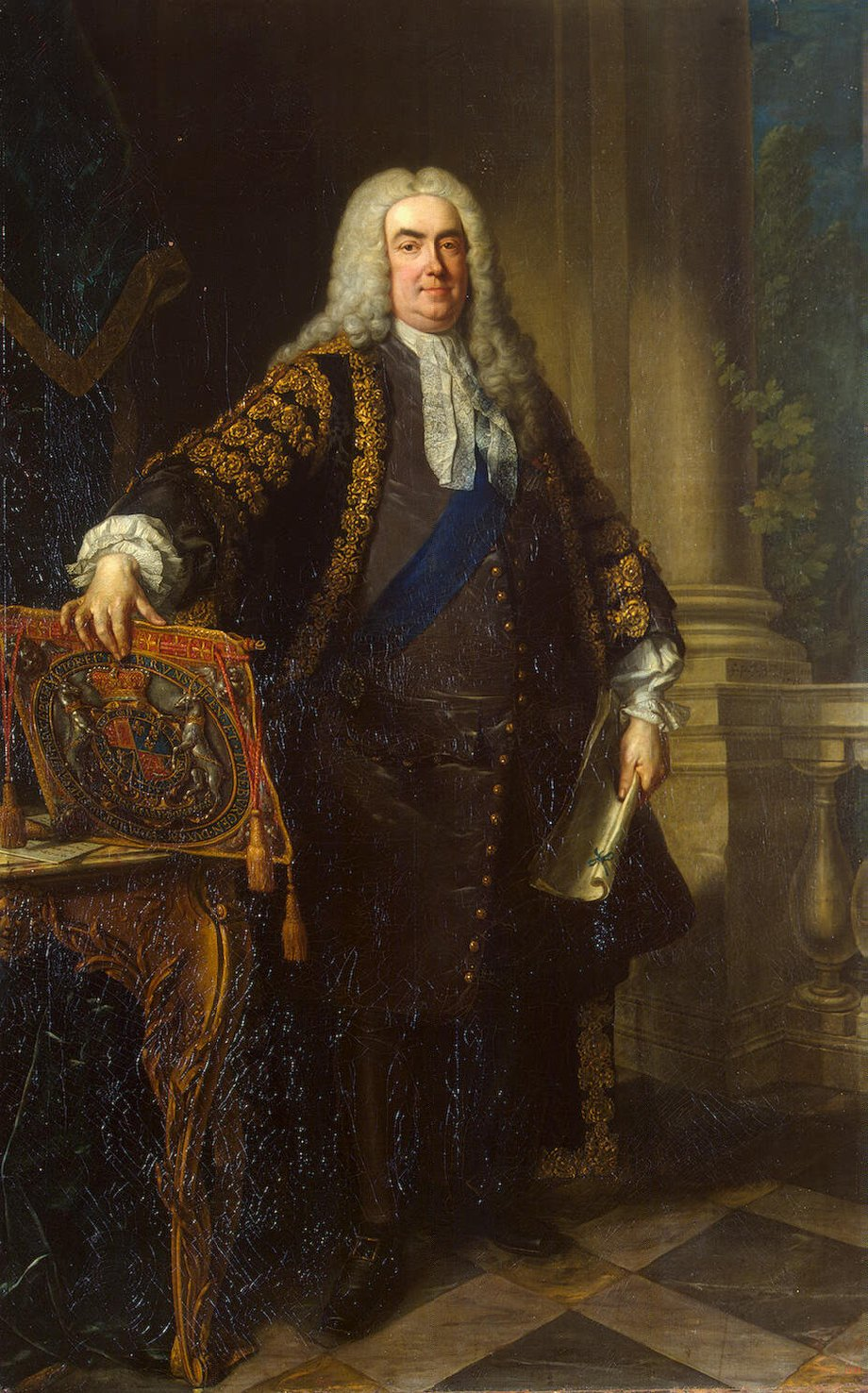
ロバート・ウォルポール

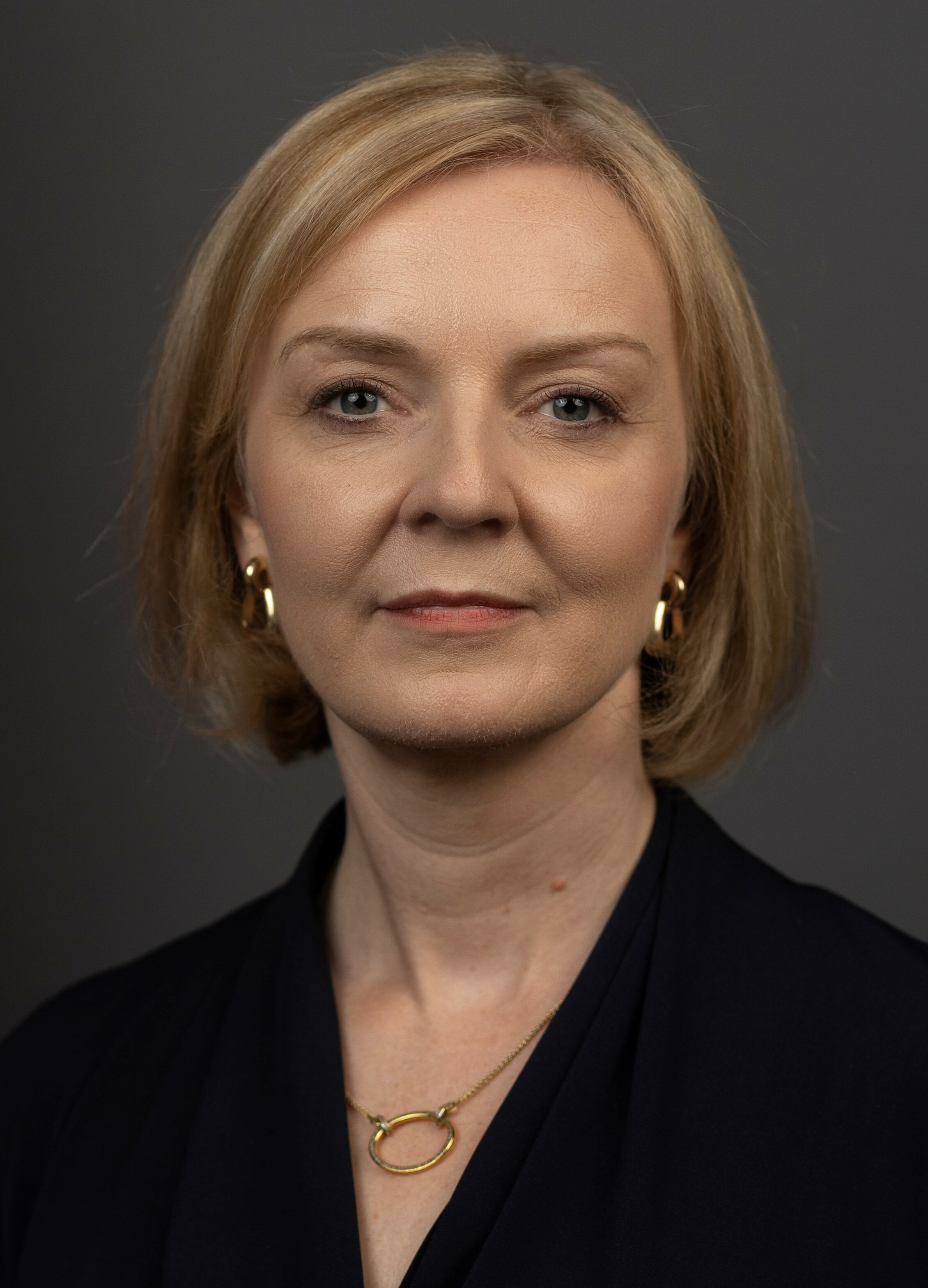
在任僅か49日だったリズ・トラス（在任2022年）

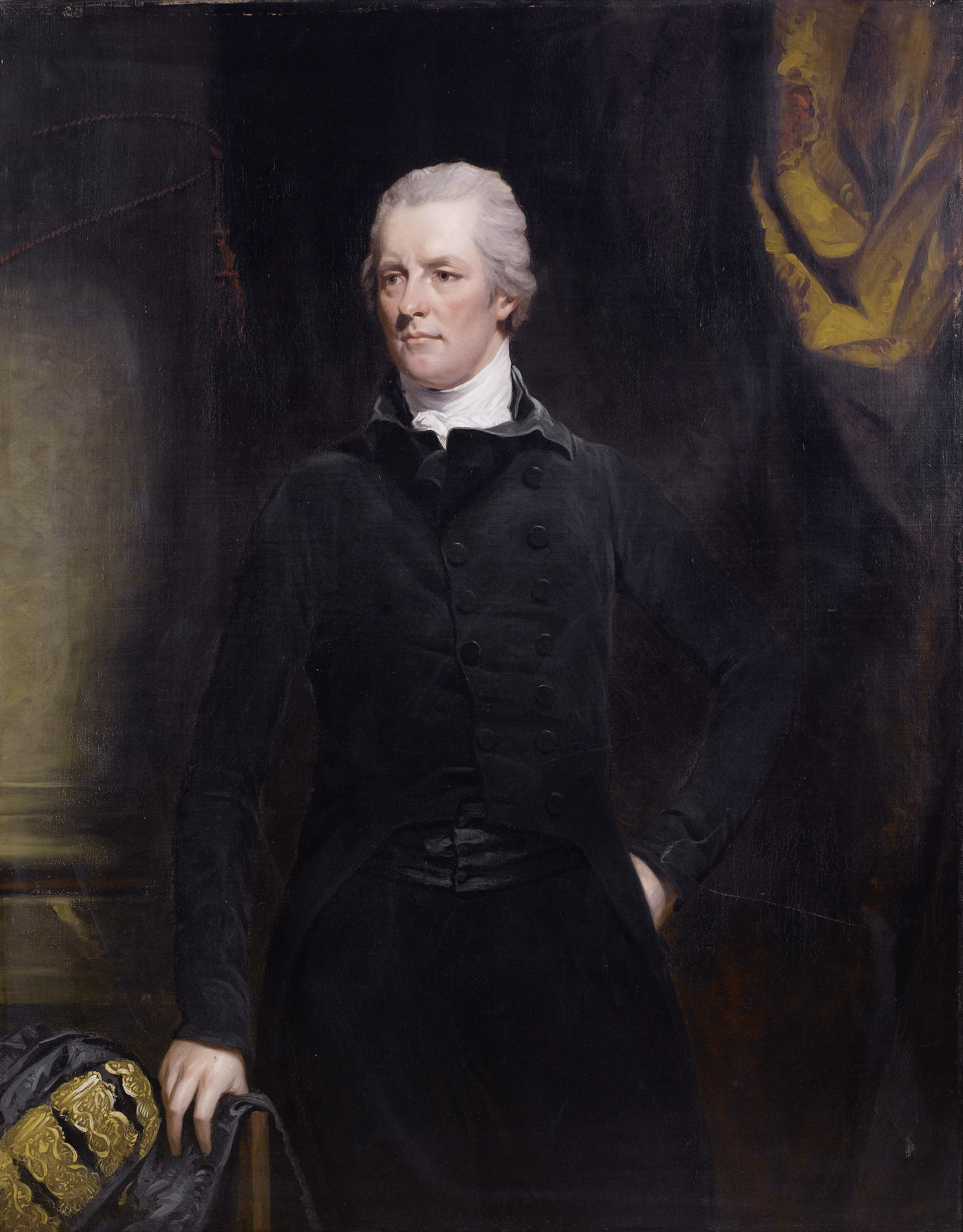
ウィリアム・ピット

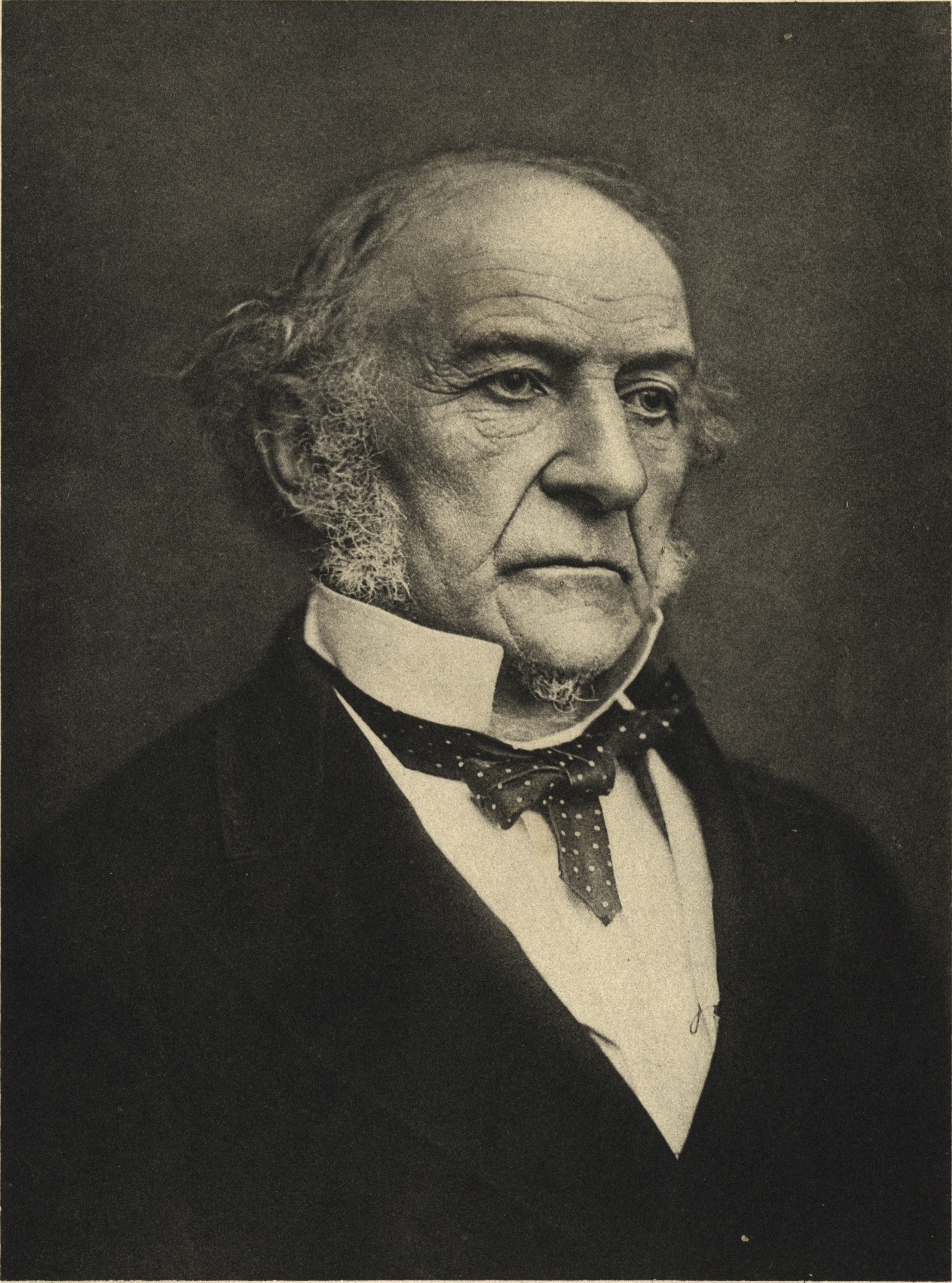
ウィリアム・グラッドストン

### 最長記録
最も長期間にわたって首相を務めたのはロバート・ウォルポールであり、1721年4月4日から1742年2月11日までの20年と314日に及ぶ長期政権であった。この間、ウォルポールは庶民院における与党・ホイッグ党の勢力安定を政治的基盤に指導力を高め、対外的には平和政策を推進しつつ国内では近代的な議院内閣制の基礎を固めていき、その統治は「パックス・ウォルポリアーナ」（ウォルポールの平和）と呼ばれた。

### 最短記録
歴代首相の中で最も在任期間が短かったのは2022年に就任したリズ・トラスであり、公約として掲げていた財源のない大幅減税案を就任後に全面撤回し、支持率が急落。その後辞任に追い込まれたため、わずか49日間の短命政権となった。

### 年長・年少記録
イギリス史上最年少で首相に選出されたのは、1783年に24歳で首相に就任したウィリアム・ピット（小ピット）である。1801年に一旦辞任したものの1804年には再び首相に選ばれ、死去するまで通算で18年と343日にわたって首相を務めた。
最も高齢で首相の座に就いたのはウィリアム・グラッドストンであり、1892年に彼が4度目に首相に就任した際には82歳であった（初回の首相就任時に最も高齢だったのは、1855年に70歳で就任した第3代パーマストン子爵ヘンリー・ジョン・テンプル）。4回にわたって首相を務めたグラッドストンは、就任回数が最も多い首相でもある。
在任中に死亡した首相は、初代ウィルミントン伯スペンサー・コンプトン、ヘンリー・ペラム、第2代ロッキンガム侯チャールズ・ワトソン＝ウェントワース、ウィリアム・ピット（小ピット）、スペンサー・パーシヴァル、ジョージ・カニング、第3代パーマストン子爵ヘンリー・ジョン・テンプルの計7人である。 スペンサー・パーシヴァルは、政権の経済政策に不満を持つ者による銃撃によって死亡しており、イギリス史上唯一の暗殺された首相となっている。